# Nubnefer
Nubnefer (fl. XXVIII secolo a.C.) è  un sovrano d'Egitto noto solamente da fonti archeologiche inseribile nella II dinastia.

## Biografia
Il nome compare solamente su due frammenti di vasellame ritrovati nei sotterranei della piramide a gradoni di Saqqara.
La prima parte dell'iscrizione, che potrebbe essere il Serekht che tradizionalmente contiene il nome Horo del sovrano, non è di chiara interpretazione a causa della sua incompletezza; la seconda parte è il Nesut-Bity ossia il titolo Re dell'Alto e Basso Egitto (letteralmente Colui che regna sul giunco e sull'ape) seguito dal nome Nubnefer (Gioiello perfetto)
| M23 · t | L2 · t | S12 | F35 |

nsw.t bty nbw nfr

## Cronologia
| Periodo         | Dinastia | Anni di regno                                 |
| --------------- | -------- | --------------------------------------------- |
| Periodo arcaico | II       | tra il 2800 a.C. ed il 2700 a.C. (± 100 anni) |